# Malcolm Knowles
Malcolm Knowles (24 d'agost de 1913-27 de novembre de 1997) és considerat com el pare de l'educació d'adults. És famós per l'adaptació de la teoria de l'andragogia, un terme encunyat inicialment pel professor alemany Alexander Kapp, com l'art i la ciència d'ajudar a adults a aprendre. Knowles ha estat una influència fonamental en el desenvolupament de la Teoria d'Aprenentatge Humanista.
Nascut a Montana i fill d'un veterinari, Knowles va ser un Boy Scout en la seva joventut. Va obtenir una beca per Universitat Harvard on es va graduar amb un BA el 1934. Poc després, va treballar amb l'Administració Nacional de la Joventut a Massachusetts i es casà amb la seva esposa Hulda Fornell a qui va conèixer mentre estudiava a Harvard. El 1940, va assumir el càrrec de Director d'Educació d'Adults a Boston YMCA fins que va ser reclutat en la Marina dels Estats Units el 1943. El 1946, es va traslladar a Chicago per treballar com a Director d'Educació d'Adults al YMCA mentre treballa en el seu mestratge a la Universitat de Chicago, que va obtenir el 1949. De 1951-1959 va exercir com a director executiu de l'Associació d'Educació d'Adults dels EUA i amb el seu doctorat a la Universitat de Chicago. El 1959, va acceptar un nomenament en la facultat Universitat de Boston com a professor associat d'educació d'adults amb la tinença. Va passar-hi 14 anys. Es va matricular a la facultat d'Educació a la Universitat Estatal de Carolina del Nord el 1974 per completar els seus últims quatre anys de tasca acadèmica prèvia a la jubilació.

## Obra seleccionada
Durant la seva carrera va escriure més de 230 articles i 18 llibres, alguns dels quals inclouen:
- Knowles, M. S. (1950). Informal adult education. New York: Association Press.
- Knowles, M. S., & Knowles, H. F. (1955). How to develop better leaders. New York: Association Press.
- Knowles, M. S., & Knowles, H. F. (1959). Introduction to group dynamics. Chicago: Association Press. Revised edition 1972 *published by New York: Cambridge Books.
- Knowles, M. S. (1975). Self-directed learning: A guide for learners and teachers. Englewood Cliffs: Prentice Hall/Cambridge.
- Knowles, M. S. (1977). The adult education movement in the United States. Malabar, FL: Krieger.
- Knowles, M. S. (1980). The modern practice of adult education: From pedagogy to andragogy. Englewood Cliffs: Prentice Hall/Cambridge.
- Knowles, M. S., et al. (1984). Andragogy in action: Applying modern principles of adult education. San Francisco: Jossey-Bass.
- Knowles, M. S. (1986). Using learning contracts. San Francisco: Jossey-Bass.
- Knowles, M. S. (1989). The making of an adult educator: An autobiographical journey. San Francisco: Jossey-Bass.
- Knowles, M. S. (1990). The adult learner: A neglected species. Houston: Gulf Publishing Company.